# Controversia arriana
La controversia arriana fue una serie de disputas del cristianismo sobre la naturaleza de Cristo que comenzó con una disputa entre Arrio y Atanasio de Alejandría, dos teólogos cristianos de Alejandría. La más importante de estas controversias se refería a la relación entre la sustancia de Dios Padre y la sustancia de su Hijo.
El emperador Constantino, a través del Concilio de Nicea en 325, intentó unificar el cristianismo y establecer una única versión de la fe aprobada por el imperio. Irónicamente, sus esfuerzos fueron la causa de las profundas divisiones creadas por las disputas posteriores a Nicea.
Estos desacuerdos dividieron a la Iglesia en varias facciones durante más de 55 años, desde la época del Primer Concilio de Nicea en 325 hasta el Primer Concilio de Constantinopla en 381. No hubo un cisma formal.
Dentro del Imperio Romano, la facción  trinitaria acabó imponiéndose mediante el Edicto de Tesalónica, promulgado el 27 de febrero de 380 d. C. por los tres coemperadores entonces reinantes, que convirtió la cristología nicena en la religión estatal del Imperio Romano, y mediante la aplicación estricta de dicho edicto. Sin embargo, fuera del Imperio Romano, el arrianismo y otras formas de unitarismo continuaron predicándose durante algún tiempo. La moderna Iglesia católica y la Iglesia Ortodoxa Oriental, así como la mayoría de las otras iglesias cristianas modernas, han seguido en general la formulación trinitaria, aunque cada una tiene su propia teología específica sobre el asunto.

## Historia

### Inicios
La historia temprana de la controversia debe ser reconstruida a partir de unos 35 documentos encontrados en diversas fuentes. El  historiador trinitario Sócrates de Constantinopla informa que Arrio primero llegó a ser polémico bajo el obispo Alejandro de Alejandría, cuando Árrio formuló el siguiente silogismo: 
Si el Padre engendró al Hijo, el que fue engendrado tuvo un principio de existencia: de ahí que existiera cuando el Hijo no existía. Se sigue entonces por necesidad que tuvo su existencia a partir de la no existencia.
 El obispo Alejandro de Alejandría fue criticado por su lenta reacción contra Arrio. Al igual que su predecesor, Dionisio, ha sido acusado de vacilación. Según la obra de Eusebio, La vida de Constantino', la controversia se había extendido desde Alejandría a casi todas las regiones africanas, y fue considerada una perturbación del orden público por el Imperio Romano.  Constantino I envió dos cartas a Arrio y al obispo Alejandro, pidiendo a los líderes religiosos que detuvieran la controversia. La controversia en curso llevó a Constantino a supervisar el Primer Concilio de Nicea.